# Georges Abou Zakhem
Georges Abou Zakhem (en arabe : جاورجيوس أبو زخم), né en 1949 à Arnah, est un prélat de l’Église orthodoxe d’Antioche. Il a été le métropolite de l’archidiocèse grec-orthodoxe de Homs de 2000 à 2023.

## Biographie
Il est né à Arnah en 1949[réf. souhaitée]. Il obtient un bachelor de Théologie à l’Institut de théologie Saint-Jean-Damascène, et un master de Théologie à l’université de Thessalonique.
Il est ordonné prêtre en 1980, puis devient évêque en 1988. Il est élu métropolite par le Saint-Synode de l’Église en 2000. Gregorios Khoury (pl) lui succède le 8 décembre 2023.